# Trattato di Losanna (1912)
Il trattato di Losanna - detto anche trattato di Ouchy o pace di Ouchy, dal nome del quartiere residenziale ove fu sottoscritto - fu il trattato di pace firmato il 18 ottobre 1912 fra l'Italia e l'Impero ottomano, che pose formalmente fine alla guerra italo-turca. Nei fatti però le operazioni di guerra che coinvolsero il Regio Esercito non cessarono con la firma del trattato; nonostante il ritiro delle forze militari turche dai territori libici, le truppe d'occupazione italiane dovettero infatti continuare a fronteggiare le forze partigiane libiche che continuarono a combattere contro la dominazione straniera.

## Antefatti
Nel 1911, la regione costiera corrispondente all'attuale Libia era governata dall'Impero ottomano sotto forma di Vilayet di Tripolitania (in turco: Vilâyet-i Trâblus Gârp), cioè una provincia guidata da un pascià (governatore). Anche l'adiacente provincia della Cirenaica  o Barca era considerata parte del dominio di Tripoli in quanto governata de facto dal pascià del capoluogo tripolitano.
Dopo un'intensa preparazione diplomatica con le potenze europee, il 29 settembre 1911, previo ultimatum di 24 ore, il Regno d'Italia dichiarò guerra all'Impero Ottomano per il possesso delle due province. Il 4 ottobre una squadra navale italiana sbarcò a Tobruch; tra l'11 e il 12 ottobre fu presa Tripoli; il 18 ottobre Bengasi. Il 5 novembre successivo, pur controllando un'esigua fascia costiera, l'Italia dichiarava unilateralmente l'annessione delle due province ottomane. Ciò scatenò la ribellione delle popolazioni arabe locali.
I combattimenti proseguirono per tutto l'inverno e l'inizio della primavera quando, alla fine di aprile del 1912 si estesero anche alle isole egee del Dodecaneso che furono conquistate dall'Italia in poche settimane.

## Contenuto del trattato
Il 12 luglio 1912, a Losanna - a guerra in corso - erano iniziati i colloqui di pace fra una delegazione italiana (composta dai diplomatici Giuseppe Volpi, Pietro Bertolini e Guido Fusinato) e il principe turco Said Halim Pascià. Le trattative proseguirono dal 13 agosto a Caux, con la delegazione turca composta anche dai diplomatici Roumbeyoglou Fahreddin e Mèhemmed Naby Bey. I colloqui furono poi trasferiti a Ouchy, un sobborgo di Losanna, il 3 settembre, senza significativi progressi. A ottobre, infine, la situazione precipitò, con la mobilitazione di Serbia, Montenegro, Grecia e Bulgaria per la liberazione dei territori balcanici ancora soggetti all'Impero Ottomano. Di fronte a questa minaccia la Sublime Porta dovette cedere ed accettare la pace.
Con la sottoscrizione del trattato, le parti convenivano l'amministrazione militare e civile dell'Italia sulla Tripolitania e la Cirenaica, mentre la Turchia ne manteneva la sovranità giuridica e religiosa; si disponeva, altresì, il ritiro dell'occupazione militare italiana delle isole del Dodecaneso (art. 2).
L'Italia si impegnava inoltre ad attivarsi per la soppressione dell'istituto delle capitolazioni, di cui beneficiavano i propri sudditi residenti nell'Impero ottomano (artt. 6 e 8)  e a versare alla controparte, a titolo di indennizzo, una somma successivamente determinata in 2 milioni di lire annue (art. 10).
L'Impero ottomano, infine, revocava l'espulsione dei cittadini italiani, effettuata nel precedente mese di giugno in ritorsione dell'occupazione italiana del Dodecaneso e accettava di reintegrarli nella situazione lavorativa che avevano lasciato e di corrispondere loro un trattamento, comprensivo dei contributi per le pensioni di fine rapporto, per i mesi passati fuori dall'impiego (art. 9).
Il Trattato di Losanna, quindi, non prevedeva "la sovranità piena ed intera del Regno d'Italia" sulla Tripolitania e la Cirenaica, così come dichiarato unilateralmente dall'Italia con Regio decreto n. 1247 del 5 novembre 1911, convertito in legge il 23 e il 24 febbraio 1912 , bensì la sola amministrazione civile e militare su un territorio giuridicamente parte dell'Impero ottomano.
Al trattato venne data piena ed intera esecuzione con Legge n. 1312 del 16 dicembre 1912, che ne riportava il testo per intero, in lingua francese.
La restituzione delle isole dell'Egeo, che l'Italia subordinò al ritiro totale delle truppe ottomane dalla Libia, non venne attuata e l'occupazione delle isole proseguì fino all'annessione formale avvenuta dopo la prima guerra mondiale. Le isole furono poi cedute alla Grecia dopo il secondo conflitto mondiale.

## Atti successivi alla sottoscrizione

Progressivo accrescimento del territorio italiano in Libia

In contrasto con le disposizioni del trattato di Losanna, il Regno d'Italia non revocò mai il regio decreto n. 1247 del 5 novembre 1911, con il quale aveva proclamato unilateralmente l'annessione delle due province ottomane, né ritirò i propri contingenti dalle isole egee. Quest'ultima clausola non fu rispettata per ritorsione dell'Italia alla mancata cessazione di atti di ostilità delle popolazioni arabe contro la propria amministrazione, apparentemente fomentati ed appoggiati dalla Turchia.
Il 21 agosto 1915, con dichiarazione di guerra da parte dell'Italia, riprese lo stato di guerra tra i due Paesi (prima guerra mondiale), sino all'armistizio di Mudros (30 ottobre 1918).
Il 29 luglio 1919 fu sottoscritto un accordo segreto dal Ministro degli esteri italiano Tommaso Tittoni e il ministro greco Eleutherios Venizelos con il quale l'Italia rinunciava alle isole del Dodecaneso salvo Rodi, in favore della Grecia, in cambio dell'appoggio ad un “mandato” italiano sull'Albania; l'accordo fu però denunciato dal successivo ministro degli esteri Carlo Sforza (giugno 1920) e non ebbe alcun esito.
A conclusione della prima guerra mondiale, con l'Impero ottomano si giunse al trattato di Sèvres (10 agosto 1920), che confermò all'Italia il possesso su tutto il Dodecaneso con l'inclusione dell'isola di Castelrosso.
Dopo la costituzione della Repubblica Turca, il trattato di Sèvres fu annullato e la piena sovranità italiana sulla Tripolitania, la Cirenaica e sul Dodecaneso fu riconosciuta dalla Turchia di Kemal Atatürk solo con la sottoscrizione del secondo trattato di Losanna del 24 luglio 1923. 
La guerriglia delle popolazioni locali contro il dominio italiano proseguì per tutti gli anni venti e cessò soltanto nel 1931, con l'esecuzione del capo senussita Omar al-Mukhtar. Nel 1926 si costituì il "Governo delle Isole Italiane dell'Egeo" e, nel 1934, con la creazione di un unico Governatorato, la porzione di Africa mediterranea sottomessa all'Italia fu chiamata con il nome usato dagli antichi Romani: Libia.